# Ебелебен
Ебелебен (нім. Ebeleben) — місто в Німеччині, розташоване в землі Тюрингія. Входить до складу району Киффгойзер.
Площа — 40,74 км2. Населення становить 2678 ос. (станом на 31 грудня 2021).